# Amelia Mirel
Amelia Mirel ou Alma Bambú est le nom de scène d'Amelia Ruggero, une des premières vedettes, chanteuse et actrice de cinéma muet argentine. Après avoir tourné environ 20 films, elle change son nom de scène pour Alma Bambú et commence à danser dans des revues musicales et du théâtre burlesque.

## Filmographie
- Aves de rapiña (1921)[1]
- Patagonie (1921)
- Jangada florida (1922)
- Allá en el sur (1922)
- Escándalo de medianoche (1923)[2],[3]
- La leyenda del puente inca (1923)[4]
- Midinettes porteñas (1923)
- Fausto (1923)[5]
- La casa de los cuervos (1923)
- Carne de presidio (1924)[6]
- Criollo viejo (1924)
- El Viejo Morador de las Montañas (1924)
- Muñecos de cera (1925)[7]
- El penado catorce (1930)